# Donatas Zavackas
Donatas Zavackas (Klaipėda, 20 de abril de 1980) es un exjugador de baloncesto lituano que jugó durante catorce temporadas en diferentes ligas profesionales europeas. Con 2,03 metros de estatura, juega en la posición de ala-pívot.

## Trayectoria deportiva

### Universidad
Tras jugar en las categorías inferiores del Neptunas Klaipeda de su ciudad natal, se desplazó a Estados Unidos, donde pasó dos años en high school, antes de jugar cuatro temporadas con los Panthers de la Universidad de Pittsburgh, en las que promedió 9,3 puntos, 4,4 rebotes y 1,6 asistencias por partido.

### Profesional
Tras no ser elegido en el Draft de la NBA de 2003, regresó a Europa, fichando por el Anwil Włocławek polaco, donde permaneció hasta diciembre de 2004, cuando fichó por el Besançon BCD de la Pro B francesa, donde permanece hasta el mes de febrero de 2005, cuando se marcha a jugar al Liège Basket belga, regresando poco después al Anwil Włocławek donde jugaría la temporada 2005-2006.
En abril de 2006 firmó con el Pallalcesto Amatori Udine de la Lega Basket Serie A italiana, donde únicamente fue alineado en tres partidos. Regresó posteriormente a su país para jugar de nuevo en el Neptūnas Klaipėda, con el que disputó seis partidos de la Liga Báltica en los que promedió 16,2 puntos y 7,5 rebotes, y dos partidos más de la liga doméstica.
En el mes de noviembre se marchó a Ucrania para fichar por el Dnipro Dnipropetrovsk, donde jugó una temporada en la que promedió 17,3 puntos y 7,7 rebotes por partido. Regresó a su país natal al año siguiente, al firmar con el BC Šiauliai, donde en su única temporada promedió 18,0 puntos y 6,8 rebotes por encuentro, siendo fichado en 2008 por el BC Lietuvos rytas, equipo con el que ganaría la liga y la copa de su país en dos ocasiones, así como la Eurocup y la Liga Báltica en 2009, año en el que promedió 11,3 puntos y 5,0 rebotes por partido.
En agosto de 2010 fichó por el EnBW Ludwigsburg de la Basketball-Bundesliga. En su primera temporada en el equipo alemán promedió 14,6 puntos y 5,7 rebotes por partido. Mediada la temporada siguiente abandonaría el equipo para fichar por el VEF Rīga de la Liga de Letonia, competición que ganaría ese año y al siguiente, promediando 9,4 puntos y 4,6 rebotes por partido.
Tras estar un mes a prueba en el PBC CSKA Moscú, en septiembre de 2013 fichó por el Telekom Baskets Bonn alemán, pero fue cortado tras 10 partidos, fichando en el mes de diciembre por el Guerino Vanoli Basket italiano, donde acabó la temporada promediando 5,9 puntos y 4,2 rebotes por encuentro.
En agosto de 2014, y ya con 34 años, regresó al Neptūnas Klaipėda, firmando contrato por dos temporadas. Cumplió las dos temporadas, en las que promedió 9,7 puntos y 4,4 rebotes por partido. En agosto de 2016 regresó a Italia para fichar por el Victoria Libertas Pesaro.